# Austen Chamberlain

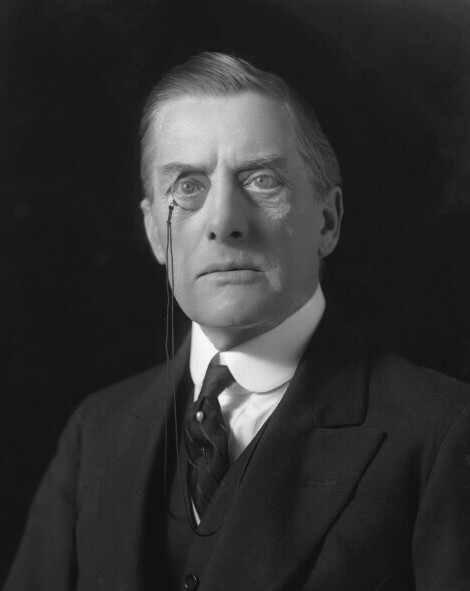
Sir Austen Chamberlain (1931)

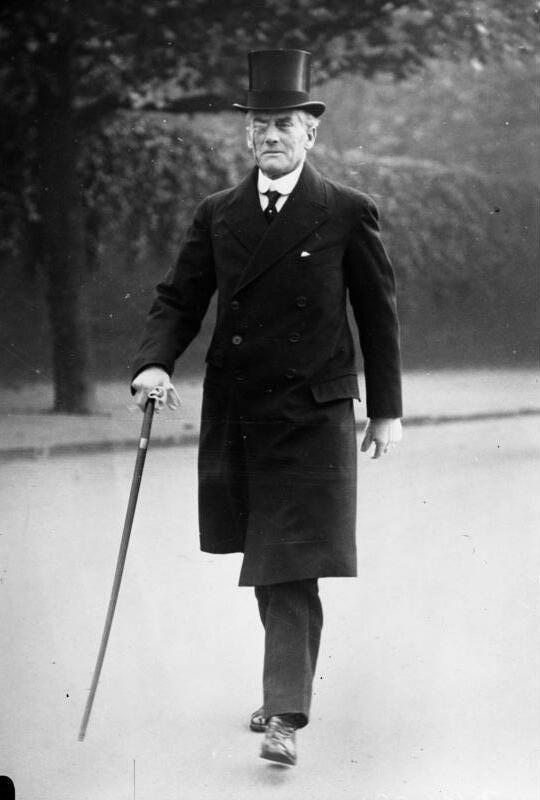
Chamberlain (1924)

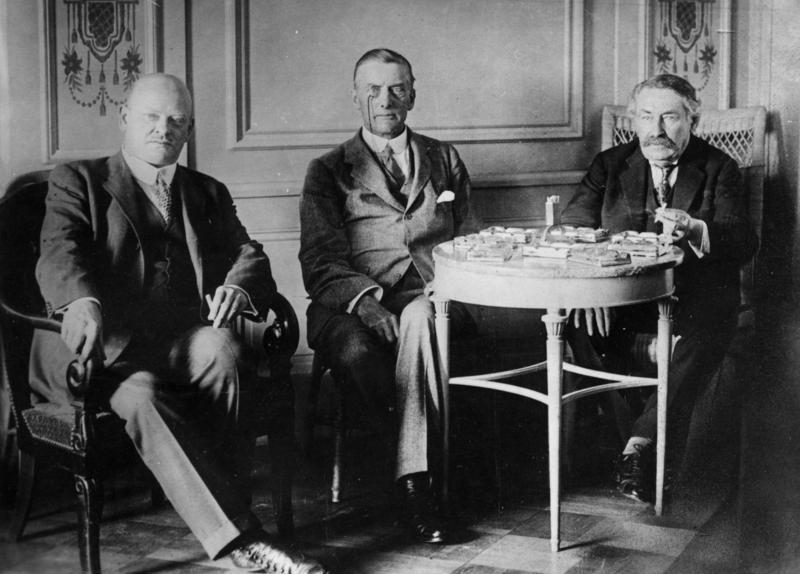
Gustav Stresemann, Chamberlain, Briand in Locarno (1925)

Sir Joseph Austen Chamberlain, KG (* 16. Oktober 1863 in Birmingham; † 17. März 1937 in London) war ein britischer Politiker und von 1902 bis 1903 Postminister, von 1903 bis 1904 bzw. von 1919 bis 1921 Finanzminister sowie von 1924 bis 1929 Außenminister. Er erhielt 1925 gemeinsam mit US-Vizepräsident Charles G. Dawes den Friedensnobelpreis.

## Leben und Werk
Sir Joseph Austen Chamberlain, ältester Sohn des britischen Handels- und Kolonialministers Joseph Chamberlain und Halbbruder des späteren Premierministers Arthur Neville Chamberlain, besuchte zunächst die Rugby School und absolvierte anschließend sein Geschichtsstudium am Trinity College der University of Cambridge. Anschließend studierte er neun Monate an der École des Sciences Politiques in Paris und zwölf Monate in Berlin. Als er 1887 nach Birmingham zurückkehrte, arbeitete er zuerst als Privatsekretär seines Vaters Joseph Chamberlain.
Seine politische Laufbahn begann im Amt des Bürgermeisters von Birmingham. Ab 1892 war er Abgeordneter im House of Commons für die Liberalen Unionisten, die von seinem Vater geleitet wurden. Ab 1900 war er Finanzsekretär im Schatzamt. Ab 1902 war er Abgeordneter der Konservativen im Parlament. Von 1902 bis 1903 war Chamberlain Postmaster General des Vereinigten Königreichs und ab 1903 bis 1905 Schatzkanzler. 1911 kandidierte er nach dem Rücktritt von Arthur Balfour für die Führung der Konservativen Partei, zog seine Kandidatur jedoch zurück, um den Kompromisskandidaten Andrew Bonar Law zur Wahl beim Treffen der konservativen Parlamentsabgeordneten zu verhelfen.
Im Ersten Weltkrieg trat Chamberlain entschieden für eine britische Beteiligung ein. Von 1915 bis 1917 arbeitete er als Staatssekretär für Indien und ab 1918 als Mitglied des Kriegskabinetts. Nach dem Krieg war er von 1919 bis 1921 Finanzminister des Landes und setzte sich für eine strenge Steuerpolitik zur Zurückzahlung von Staatsschulden ein. 1921 wurde er Parteiführer der Konservativen Partei und im gleichen Jahr Lordsiegelbewahrer sowie Leader of the House of Commons. Beim Carlton-Club-Treffen von 1922 sprachen sich die konservativen Abgeordneten jedoch gegen die von ihm unterstützte Koalition aus und Chamberlain trat als Parteiführer zurück.
Im Jahr 1924 bekam er das Amt des Außenministers unter dem Premierminister Stanley Baldwin und behielt dieses Amt bis 1929. In dieser Position war er gemeinsam mit den französischen und deutschen Amtskollegen Aristide Briand und Gustav Stresemann wesentlich an den Vorarbeiten und dem Zustandekommen der 1925 unterzeichneten Verträge von Locarno beteiligt. Dieser internationale Vertrag zwischen Belgien, Deutschland, Frankreich, Großbritannien und Italien sollte nach dem Ersten Weltkrieg die europäische Friedensordnung stabilisieren und eine Garantie für die zwischen den Ländern Belgien, Deutschland und Frankreich vereinbarten Grenzen bieten sowie damit zur Versöhnung der ehemaligen Kriegsgegner beitragen. Deutschland wurde in diesem Vertrag die Aufnahme in den Völkerbund zugesichert. Für seine Verdienste am Zustandekommen dieser europäischen Nachkriegsordnung erhielt er 1925 gemeinsam mit dem amerikanischen Finanzpolitiker Charles G. Dawes den Friedensnobelpreis. Diesen unterstützte er bereits 1924 bei der Ausarbeitung seines Dawes-Planes, der eine Stabilisierung der Währung in Deutschland ermöglichen sollte und als Voraussetzung für die Verträge von Locarno diente.
Seit 1906 war Chamberlain mit Ivy Muriel Dundas (1878–1941) verheiratet, Tochter eines Obristen. Sie nahm Anteil an seinen politischen Projekten und wurde in Anerkennung dessen 1925 zur Dame of the British Empire ernannt.
Am 17. März 1937 starb er in London an einem Schlaganfall.

## Werke
- The League of Nations. Jackson, Wiley, Glasgow 1926
- Peace in Our Time: Addresses on Europe and the Empire.Allen, London 1928
- Speeches on Germany. Friends of Europe Publications, London 1933
- Down the Years. Cassell, London 1935
- Politics from Inside: An Epistolary Chronicle, 1906–1914.Cassell, London 1936 (dt. Ausgabe zusammen mit Down the Years als Englische Politik: Erinnerungen aus fünfzig Jahren. Essener Verlagsanstalt, Essen 1938)